# Omar Berrada
Omar Berrada (arabul: عمر برادة, magyarosítva: Omar Beráda; Párizs, 1978. április 18. –) francia üzletember, a Manchester United vezérigazgatója.

## Élete
Berrada Párizsban született, szülei marokkói származásúak. Az Egyesült Államokban nőtt fel és az EU, illetve az IESE Business Schoolban végezte tanulmányait Spanyolországban.
Mielőtt a labdarúgással kezdett el foglalkozni, Berrada a távközlési iparban dolgozott. 2004-ben nevezte ki az FC Barcelona a csapat szponzorációs igazgatójának. 2011-ben kezdett el a Manchester Citynél dolgozni, ahol több különböző pozíciót is betöltött, mikor 2024-ben otthagyta a céget, a teljes City Football Group labdarúgás-műveleti igazgatója volt. Ezt követően is a városon és a sporton belül maradt, a Manchester United szerződtette, mint a csapat új vezérigazgatója. Meglepetésnek számított, hogy egy ilyen fontosnak számító személy a két manchesteri csapat között váltott a nyár során.

### Betöltött pozíciói
- 1999–2001: World Online – termékmenedzser
- 2002–2004: Tiscali – üzletfejlesztési menedzser
- 2004–2011: FC Barcelona – szponzorációs igazgató
- 2011–2020: Manchester City FC
  - 2011–2013: nemzetközi üzletfejlesztési igazgató
  - 2013–2015: értékesítési igazgató
  - 2015–2016: kereskedelmi vezető alelnök
  - 2016–2020: műveleti igazgató
- 2017–2020: Manchester–Kína Fórum
- 2019–2021: Angol labdarúgó-szövetség – A Women’s Super League bizottsági tagja
- 2020–2024: City Football Group – labdarúgás-műveleti igazgató
- 2024–napjainkig: Manchester United – vezérigazgató

## Magánélete
Berrada házas. Négy nyelvet beszél: katalán, spanyol, angol, francia.